# Elaphoglossum mildbraedii
Elaphoglossum mildbraedii är en träjonväxtart som beskrevs av Georg Hans Emmo Wolfgang Hieronymus. Elaphoglossum mildbraedii ingår i släktet Elaphoglossum och familjen Dryopteridaceae. Inga underarter finns listade.